# Dey

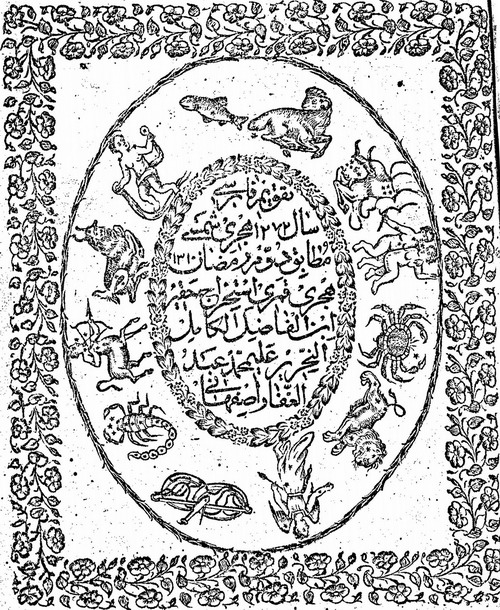
Calendarios iraníes

Dey palabra proveniente del décimo mes del calendario persa, vigente en Irán y Afganistán. Tiene una duración de 30 días, de los que el primero suele coincidir con el 22 de diciembre del calendario gregoriano, si bien la intercalación de un día cada cuatro años provoca variaciones de uno o dos días a este respecto. El 1 de dey de 1391, año kabisé (bisiesto), coincide con el 21 de diciembre de 2012. Un año después, el 1 de dey de 1392 coincidirá con el 22 de diciembre de 2013. Dey es el primero de los tres meses de invierno. Lo precede azar y lo sigue bahmán.
En Afganistán, dey recibe el nombre árabe de yadi (جدی, Capricornio), término corriente también en la astrología tradicional del mundo islámico. Otros pueblos iranios que usan el calendario persa llaman este mes befranbar (بەفرانبار, en kurdo), sherwine (شروینه, en mazandaraní), margumay (مرغومی, en pastún), etc.
La fecha más destacadas del mes de dey es el día 1, coincidente con el solsticio de invierno, en cuya madrugada es tradicional celebrar la festividad conocida como Yalda (یلدا, «nacimiento») o shab-e Chelé (شب چله, «noche de las cuarenta»). El propio día 1 recibe en persa el nombre de Jorramruz (خرم‌روز, «día floreciente»). El día 5, como el 15 de shahrivar, está dedicado a una «fiesta del mercado o bazar» (bazar-yashn, بازارجشن). El día 14 se celebra la vegetariana «fiesta del ajo» (Sirsur, سیرسور). En Irán además, el día 20 se considera aniversario del asesinato en 1230 (1852, d. C.) del gran visir modernista del sah Nasereddín Kayar, Amir Kabir.